# 네무로만

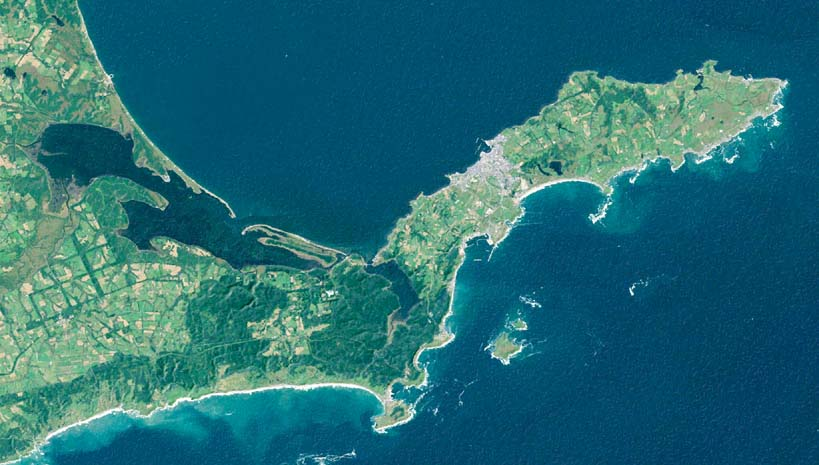
네무로반도와 네무로만

네무로만(일본어: 根室湾)은 홋카이도 남동부의 만이다. 네무로시에 위치한 네무로반도 북쪽에 있다.

## 같이 보기
- 쿠나시르 해협(네무로 해협)